# Melānijas hronika
Melānijas hronika é um filme de drama letoniano de 2016 dirigido e escrito por Viestur Kairish. Foi selecionado como representante de seu país ao Oscar de melhor filme estrangeiro em 2018.

## Elenco
- Sabine Timoteo - Melānija
- Edvīns Mekšs - Andrejs
- Ivars Krasts - Aleksandrs
- Guna Zariņa - Katrīna
- Maija Doveika - Vilma
- Viktors Nemecs - Ampalov
- Erwin Leder - Jakob
- Evija Rudzīte - Biruta